# Kringsatt av fiender
Kringsatt av Fiender (eller Til Ungdommen) er et digt af Nordahl Grieg (en fjern slægtning til komponisten Edvard Grieg).
Digtet blev skrevet i 1936  i Ny-Hellesund på opfordring af den radikale politiker og journalist Trond Hegna,  der bad Grieg om at skrive et optimistisk, fremtidsrettet digt til de unge, som rejste til Spanien for at kæmpe imod fascismen sammen med de spanske kommunister. 
23. november 2003 fremførte Torhild Ostad Til ungdommen, da mindestenen for Nordahl Grieg og resten af mandskabet på bombeflyet, blev afduget i Kleinmachnow. Flyet blev skudt ned under et luftangreb mod Berlin i 1943. 
Det pacifistiske digt fremstod næsten som en uofficiel nationalsang i Norge efter Breiviks terrorangreb i 2011, hvor den ofte blev fremført ved gudstjenester, demonstrationer og ceremonier. Idéhistoriker Gudmund Skjeldal  efterlyser en større bevidsthed om digtets ideologiske ramme, med tanke på Griegs udtalte støtte til Stalin: "Hvis vi skal være særlig agtpågivende overfor Hamsuns tekster, bør vi i hvert fall stille spørgsmål også ved Grieg." Skjeldal anfører videre, at Grieg i dele af sit forfatterskab "fremmaner et uforsonligt og forhærdet menneske som ideal, som det ikke er nemt at bekende sig til i vore dage".
Det blev sat til musik af den danske komponist Otto Mortensen i 1952. På pladen 231045-0637 fra 1979 lavede Kim Larsen en dansk version af sangen under navnet 682A (en reference til dets placering i Højskolesangbogen), en sang der også er med på Kim Larsens live-plade Kim i cirkus (1985) og En Lille Pose Støj (2007).